# 河内郡 (茨城県)
- 令制国一覧 > 東海道 > 常陸国 > 河内郡
- 日本 > 関東地方 > 茨城県 > 河内郡

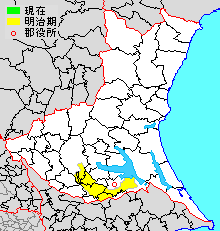
茨城県河内郡の範囲

河内郡（こうちぐん、かわちぐん）は、茨城県（常陸国）にあった郡。

## 郡域
1878年（明治11年）に行政区画として発足した当時の郡域は、下記の区域にあたる。
- 龍ケ崎市の大部分（川原代町、長沖新田町、須藤堀町以南を除く）
- 稲敷市の大部分（小野川以北および清久島、橋向、佐原組新田、手賀組新田、八千石、上之島、本新、浮島以南を除く）
- 牛久市の一部（岡見町、上太田町以西）
- つくば市の一部（概ね若栗、若葉、中山、鷹野原、高野台、牧園、西大井、樋の沢、市之台、下横場、南中妻、北中妻、今泉、上横場、榎戸、館野、赤塚、下原以南[1]）
- 稲敷郡河内町の一部（長竿、田川以西）
- 千葉県印旛郡栄町の一部（生板鍋子新田・龍ケ崎町歩）

## 歴史
大化の改新以前には筑波国の一部であり、大化の改新頃に筑波評と記された。｢白雉中増為十二評図｣に「河内評」の名が見られ、7世紀後半に筑波評の南部であった区域をもって河内評が設置されたと考えられる。律令制が確立する過程で「評」（こおり）は「郡」（こおり）と表記されるようになり、当郡も「河内郡」と表記されるようになった。平安時代中期の『和名類聚抄』（和名抄）では当郡の読みを「甲知」としており、「かふち」ないしは「こうち」と読んだとされている。ほかに「かっち」「かわち」などの読みも行われた。『和名類聚抄』には当郡に設けられた郷として、以下の7郷を挙げている。
- 島名郷 - つくば市の概ね東谷田川以西かつ、旧谷田部町のうち、下河原崎・島名以北、旧豊里町のうち、西部の上郷付近を除いた遠東・野畑以南
- 真幡郷 - つくばみらい市の概ね西部の低地部に当たる区域、取手市の概ね旧久賀村に当たる区域、常総市の概ね水海道川又町付近
- 大山郷 - つくばみらい市の概ね旧福岡村を除いた東部の台地部に当たる区域、つくば市の概ね旧茎崎町の牛久沼、東谷田川以西
- 河内郷 - つくば市の概ね東谷田川以東かつ花室・小野崎付近より南、牛久市の概ね岡見町・遠山町付近より西、龍ケ崎市の概ね入地町付近以西
- 八田部郷 - つくばみらい市の概ね旧福岡村に当たる区域、つくば市の概ね旧谷田部町のうち、真瀬、萱丸、谷田部以南かつ、稲荷川以西に当たる区域、常総市の概ね東町に当たる区域
- 菅田郷 - つくば市の概ね旧桜村の金田以北、旧谷田部町北東部
- 大村郷 - つくば市の概ね古来及び土浦市の飯田の間より東に霞ヶ浦までの区域

律令制による国郡支配が解体された平安時代末期、当郡は西部に田中荘、東部に大井荘が成立して、郡としての実体が失われた。16世紀末に行われた太閤検地の際に常陸国内で細分化された郡や荘を再編して「河内郡」が復元されたが、その際に古代の信太郡の一部であった東条荘が加わる一方で当郡の一部であった田中荘は筑波郡の一部とされた。その結果成立した近世の河内郡は古代のそれとは領域をやや異にする。これが1878年（明治11年）の郡区町村編制法による河内郡に引き継がれた。

### 近代以降の沿革
- 「旧高旧領取調帳」に記載されている明治初年時点での支配は以下の通り。●は村内に寺社領が、○は寺社除地[3]が存在。幕府領は小川達太郎支配所・河津伊豆守支配所が管轄[4]。（1町134村）

| 知行         | 知行                                   | 村数 | 村名 |
| ------------ | -------------------------------------- | ---- | --- |
| 幕府領       | 幕府領（小川）                         | 29村 | 稗柄村、釜井村、脇川村、幸田村、岡飯出村、甘田村、下須田村、堀川村、桑山村、清水村、町田村、市崎村、大沼村（現・稲敷市）、福田村、堀之内村、柏木村、柏木古渡村、椎塚村、門倉新田、上根本村、下根本村、伊佐津村、狸穴村、柴崎村、庄布川村、伊佐津新田、原村、●阿波崎村、中島村 |
| 幕府領       | 幕府領（河津）                         | 2村  | 寺内村、生板鍋子新田 |
| 幕府領       | 旗本領                                 | 28村 | 上岩崎村、入地村、稲荷新田、結束村、東大和田村、菅間村、赤塚村、北中島村、東猯穴村、下原村、梶内村、新牧田村、稲岡村、南山来村、伊佐部村、羽原村、別所村、長峰村、半田村、高作村、塗戸村、古河林村、幸谷村、羽子騎村、手栗村、兵部新田、大徳鍋子新田、○大徳村                 |
| 幕府領       | 幕府領（小川）・旗本領                 | 16村 | 南中島村、柏田村、●阿波村、上馬渡村、四箇村、●神宮寺村、三次村、飯出村、下馬渡村、須賀津村、●古渡村、羽生村、角崎村、●高田村、○薄倉村、源清田村 |
| 藩領         | 常陸谷田部藩                           | 19村 | 小野崎村、手代木村、上横場村、松野木村、大沼村（現・つくば市）、上原村、中内村、館野村、榎戸村、今泉村、北中妻村、南中妻村、市ノ台村、下横場村、樋ノ沢村、大井村、若栗村、房内村、小茎村                                                                                      |
| 藩領         | 常陸牛久藩                             | 9村  | 牛久村、遠山村、○新地村、城中村、中根村、高崎村、岡見村、田宮村、天宝喜村 |
| 藩領         | 上野前橋藩                             | 17村 | 小柴新田、小通幸谷村、○若柴村、庄兵衛新田、板橋村、○泉村、太田村（現・牛久市上太田）、中山村、戌渡新田、長竿村、下町歩、布鎌町歩、平三郎町歩、宮淵鍋子新田、猿島新田、角崎町歩、小林町歩                                                                                      |
| 幕府領・藩領 | 幕府領（小川）・陸奥仙台藩             | 1町  | 龍ケ崎町 |
| 幕府領・藩領 | 幕府領（河津）・牛久藩                 | 1村  | 太田村（現・稲敷市下太田） |
| 幕府領・藩領 | 幕府領（河津）・前橋藩                 | 1村  | 龍ケ崎町歩 |
| 幕府領・藩領 | 幕府領（小川）・旗本領・前橋藩         | 2村  | 八代村、○宮淵村 |
| 幕府領・藩領 | 幕府領（小川）・旗本領・土佐高知新田藩 | 1村  | 駒塚村 |
| 幕府領・藩領 | 旗本領・前橋藩                         | 5村  | ○佐貫村、下岩崎村、貝原塚村、大塚村、○生板村 |
| 幕府領・藩領 | 旗本領・牛久藩                         | 3村  | 馴馬村、猪子村、下根村 |
| その他       | 寺社領                                 | 1村  | 小野村 |

- 慶応4年
  - 7月2日（1868年8月19日） - 幕府領・旗本領が安房上総知県事の管轄となる。
  - 9月24日（1868年11月8日） - 戊辰戦争後の処分により仙台藩が廃藩。龍ケ崎町の全域が安房上総知県事の管轄となる。
- 明治初年 - 原村の一部が上原村に合併。
- 明治2年2月9日（1869年3月21日） - 安房上総知県事の管轄地域が宮谷県の管轄となる。
- 明治3年8月25日（1870年9月20日） - 高知新田藩が廃藩。領地が宮谷県の管轄となる。
- 明治4年
  - 2月8日（1871年3月28日） - 谷田部藩が転封して下野茂木藩となる。
  - 2月17日（1871年4月6日） - 上総大網藩が藩庁を移転して常陸龍崎藩となる。
  - 領地替えにより、谷田部藩領のうち小野崎村・手代木村・上横場村・松野木村・大沼村・上原村・中内村・館野村・榎戸村・今泉村・北中妻村・南中妻村・市ノ台村・下横場村・樋ノ沢村が常陸土浦藩、小茎村が牛久藩、房内新田が宮谷県の管轄となる。上大井村・下大井村・若栗村・房内村は引き続き茂木藩が管轄。
  - 領地替えにより、宮谷県の管轄地域のうち上岩崎村・下岩崎村・東猯穴村・菅間村が茂木藩、龍ケ崎町・入地村・長峯村・薄倉村・半田村・大徳村が龍崎藩、馴馬村・猪子村・東大和田村・下根村が牛久藩、赤塚村・北中島村・下原村・梶内村・原村・新牧田村・稲岡村が土浦藩、寺内村・生板鍋子新田が前橋藩の管轄となる。
  - 7月14日（1871年8月29日） - 廃藩置県により、藩領が牛久県、龍崎県、土浦県、茂木県、前橋県の管轄となる。
  - 10月28日（1871年12月10日） - 第1次府県統合により、前橋県の管轄地域が群馬県の管轄となる。
  - 11月14日（1871年12月25日） - 第1次府県統合により、全域が新治県の管轄となる。
- 1875年（明治8年）5月7日 - 第2次府県統合により茨城県の管轄となる。
- 1878年（明治11年）
  - 12月2日 - 郡区町村編制法の茨城県での施行により、行政区画としての河内郡が発足。「信太河内郡役所」が信太郡江戸崎町に設置され、同郡とともに管轄。
  - 原村の所属郡が新治郡に変更。（1町133村）
- 1879年（明治12年） - 2ヶ所ずつ存在した太田村、大沼村が上太田村（現・牛久市）、下太田村（現・稲敷市）、東大沼村（現・稲敷市）、西大沼村（現・つくば市）にそれぞれ改称。
- 1886年（明治19年） - 龍ケ崎町のうち佐沼新田より佐沼村が起立。（1町134村）

### 町村制以降の沿革

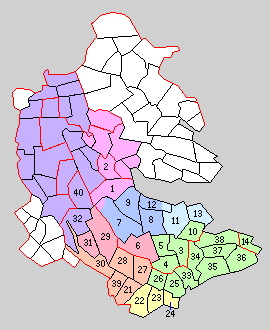
21.大宮村 22.生板村 23.源清田村 24.長竿村 25.柴崎村 26.根本村 27.長戸村 28.八原村 29.岡田村 30.馴柴村 31.牛久村 32.茎崎村 33.太田村 34.高田村 35.大須賀村 36.伊崎村 37.阿波村 38.古渡村 39.龍ケ崎町 40.小野川村（橙：龍ケ崎市 紫：つくば市 赤：牛久市 緑：稲敷市 黄：稲敷郡河内町 1 - 14は信太郡）

- 1889年（明治22年）4月1日 - 町村制の施行により、下記の町村が発足[9]。（1町19村）
  - 大宮村 ← 大徳村、宮淵村、佐沼村（現・龍ケ崎市）
  - 生板村 ← 生板村、幸谷村、生板鍋子新田、大徳鍋子新田、龍ケ崎町歩、小林町歩、角崎町歩（現・稲敷郡河内町）
  - 源清田村 ← 源清田村、手栗村、羽子騎村、猿島新田、宮淵鍋子新田、古河林村、平三郎町歩、布鎌町歩（現・稲敷郡河内町）
  - 長竿村 ← 長竿村、庄布川村、兵部新田、下町歩（現・稲敷郡河内町）
  - 柴崎村 ← 柴崎村、中山村、伊佐津村、伊佐津新田、戌渡新田、角崎村、狸穴村（現・稲敷市）
  - 根本村 ← 上根本村、下根本村（現・稲敷市）
  - 長戸村 ← 長峰村、塗戸村、高作村、半田村、板橋村、大塚村（現・龍ケ崎市）
  - 八原村 ← 八代村、羽原村、別所村、泉村、貝原塚村、薄倉村（現・龍ケ崎市）
  - 岡田村 ← 岡見村、柏田村、東大和田村、上太田村、東猯穴村、中根村、下根村、結束村、猪子村（現・牛久市）
  - 馴柴村 ← 馴馬村、若柴村、門倉新田、入地村、南中島村、稲荷新田、小柴新田、佐貫村、稗柄村、小通幸谷村、庄兵衛新田［大部分］（現・龍ケ崎市）
  - 牛久村 ← 牛久村、城中村、新地村、田宮村、遠山村、庄兵衛新田［一部］（現・牛久市）
  - 茎崎村 ← 小茎村、高崎村、上岩崎村、下岩崎村、房内村、天宝喜村、若栗村、菅間村、樋ノ沢村、大井村、庄兵衛新田［一部］（現・つくば市）
  - 太田村 ← 下太田村、寺内村、小野村、堀川村（現・稲敷市）
  - 高田村 ← 高田村、椎塚村、駒塚村、桑山村（現・稲敷市）
  - 大須賀村 ← 福田村、幸田村、脇川村、中島村、清水村、町田村、市崎村、東大沼村（現・稲敷市）
  - 伊崎村 ← 伊佐部村、阿波崎村、釜井村、下須田村（現・稲敷市）
  - 阿波村 ← 阿波村、神宮寺村、甘田村、四箇村、南山来村、須賀津村（現・稲敷市）
  - 古渡村 ← 古渡村、柏木古渡村、柏木村、堀之内村、羽生村、岡飯出村、飯出村、三次村、上馬渡村、下馬渡村（現・稲敷市）
  - 龍ケ崎町（単独町制。現・龍ケ崎市）
  - 小野川村 ← 館野村、北中島村、稲岡村、赤塚村、下原村、新牧田村、梶内村、中内村、松野木村、西大沼村、上原村、手代木村、上横場村、今泉村、榎戸村、北中妻村、南中妻村、下横場村、市ノ台村、小野崎村（現・つくば市）
- 1896年（明治29年）4月1日
  - 郡制の施行のため、河内郡の大部分（小野川村を除く）・信太郡の大部分（東村・中家村を除く）の区域をもって稲敷郡が発足。同日河内郡廃止。
  - 小野川村の所属郡が筑波郡に変更。

## 行政
信太・河内郡長
| 代 | 氏名 | 就任年月日                | 退任年月日                | 備考                 |
| -- | ---- | ------------------------- | ------------------------- | -------------------- |
| 1  |      | 明治11年（1878年）12月2日 |                           |                      |
|    |      |                           | 明治29年（1896年）3月31日 | 分割により河内郡廃止 |